# Studentenverbindungen außerhalb des deutschen Sprachraums

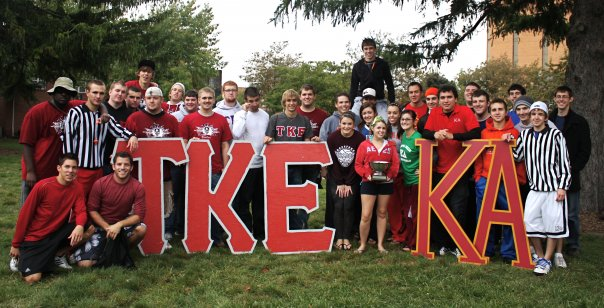
US-amerikanische Fraternities Tau Kappa Epsilon und Kappa Alpha Order

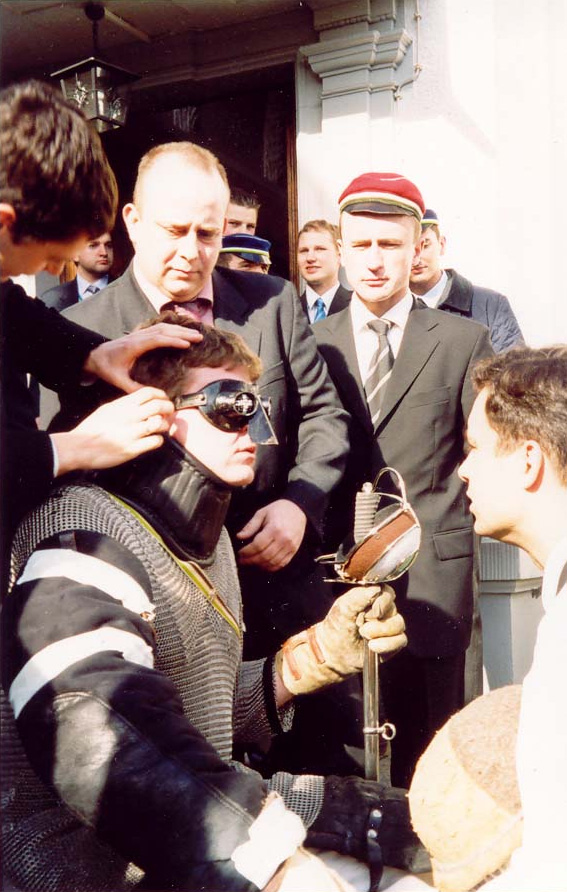
Vorbereitung eines Paukanten der polnischen Korporacja Akademicka Sarmatia für eine Mensur

Neben den Studentenverbindungen im deutschsprachigen Raum gibt es Studentenverbindungen und ähnliche Vereinigungen auch außerhalb des deutschen Sprachraums. Zu diesen zählen zum einen die Studentenverbindungen in Mittel- und Osteuropa, die gleichfalls durch Lebensbundprinzip, Conventsprinzip und Comment, häufig auch Couleur und Mensur geprägt sind. Insbesondere nach der deutschen Reichsgründung 1871, als die Studentenverbindungen in Deutschland ihren Höhepunkt erreichten, dienten sie als Modell für andere Länder. In einigen Ländern außerhalb Europas gründeten deutsche Auswanderer oder deren Nachfahren Studentenverbindungen nach deutscher Tradition, in anderen wurden Studentenverbindungen durch Austauschstudenten gegründet.
Daneben gibt es in vielen Ländern Studentenvereinigungen jeweils eigenständiger Tradition, die sich zum Teil deutlich von den deutschen Studentenverbindungen unterscheiden. Teilweise entwickelten sie sich aber aus den Nationes oder den Studentenorden und weisen daher zumindest gemeinsame Ursprünge mit den deutschen Studentenverbindungen auf.
Dieser Artikel soll lediglich semestrale Studentenverbindungen aufnehmen, weitere feriale Korporationen sind unter der Liste der Ferialverbindungen zu finden.

## Europa

### Baltikum

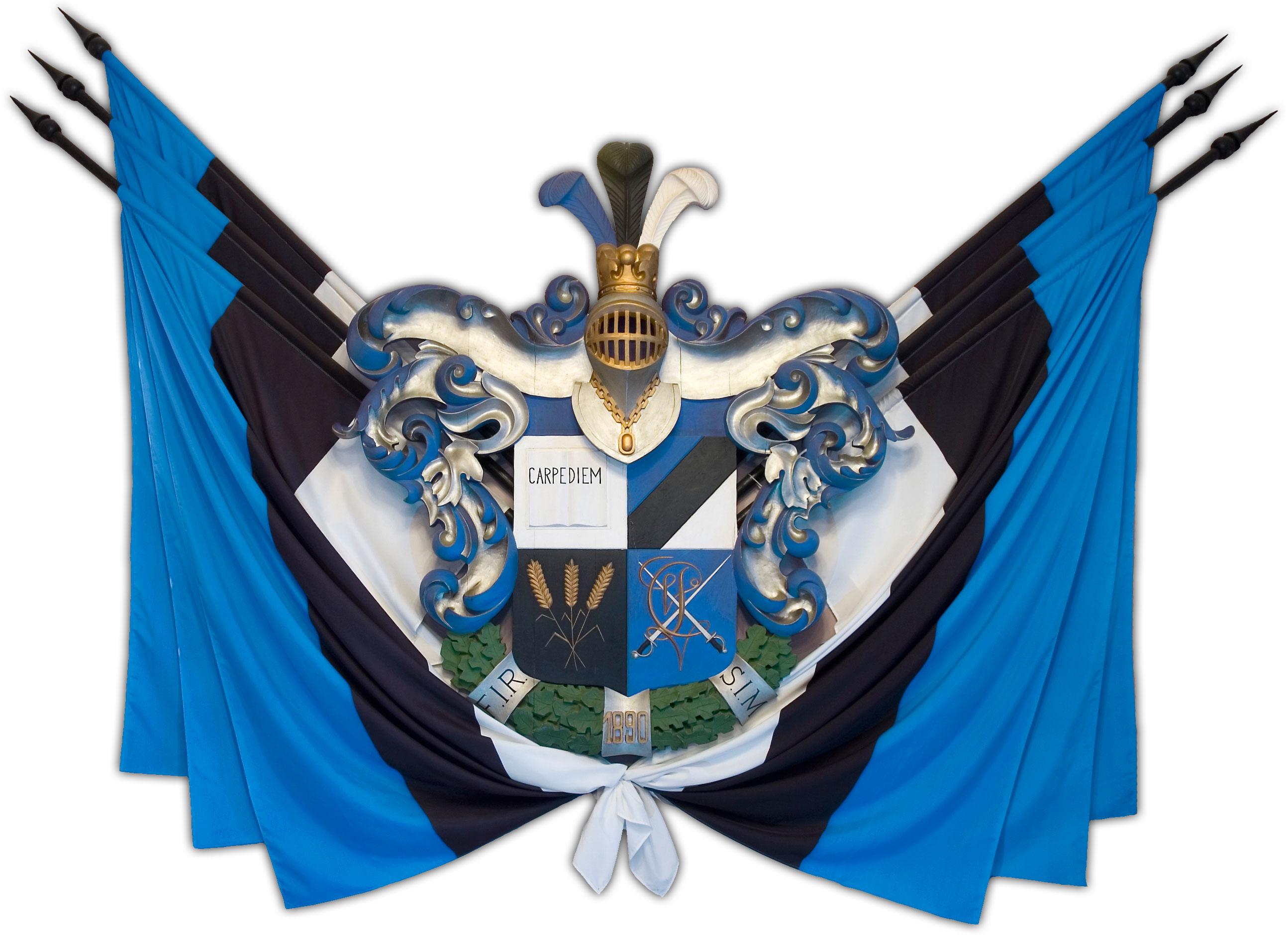
Wappen des Vereins Studierender Esten (EÜS). Seine Farben wurden später zu den estnischen Nationalfarben.

In den drei baltischen Staaten Litauen, Lettland und Estland haben sich nach dem Zusammenbruch der Sowjetunion zahlreiche farbentragende Studentenverbindungen neu- und wiedergegründet, die zum Teil auf den Traditionen der ab dem frühen 19. Jahrhundert bestehenden deutsch-baltischen Studentenverbindungen, teilweise – wie der Verein Studierender Esten (estn. Eesti Üliõpilaste Selts) – auf eigenen Traditionen beruhen.

#### Estland
In Estland gibt es zahlreiche Studentenverbindungen unterschiedlicher Ausrichtung. Mit der Arminia Dorpatensis existiert auch eine Verbindung des christlichen Wingolfsbundes.

#### Lettland
In der lettischen Hauptstadt Riga gibt es zahlreiche studentische Korporationen. Im Präsidenkonvent (lett. Prezidiju Konvents) sind ca. 23 Verbindungen (davon eine russische Korporation) und im Präsidenkonvent der lettischen Damenverbindungen ca. 13 Damenverbindungen zusammengeschlossen. Sieben dieser Verbindungen wurden 1947 von lettischen Flüchtlingen in Deutschland gegründet, fünf an der Baltischen Universität in Pinneberg, zwei in München.

#### Litauen
In Litauen existieren zurzeit sieben Korporationen, welche 2006 den Rat der Litauischen Korporationen gegründet haben. Die Korporation Tautito an der TU Kaunas ist auch Mitglied der Freien Kurie im EKV.

### Belgien
In Belgien gibt es Studentenverbindungen und ähnliche Vereinigungen verschiedenster Historie und Tradition. Zu beachten ist die notwendige Differenzierung zwischen Studentenverbindungen im flämischen und wallonischen Teil Belgiens.

### Dänemark
Nach der 1920 erfolgten Abtretung Nordschleswigs an Dänemark wuchs die Zahl der deutsch-nordschleswigschen Studenten an der Universität Kopenhagen. Viele hatten zuvor and deutschen Universitäten studiert und waren Mitglieder deutscher Studentenverbindungen. 1924 entstand in Kopenhagen durch Unterstützung von Hans Hansen Kaad die Verbindung Schleswigscher Studenten (VSSt), die in der Tradition deutscher Studentenverbindungen stehen, dabei jedoch den besonderen Umständen in Kopenhagen Rechnung tragen sollte. Es entwickelten sich eine Aktivitas und eine Altherrenschaft im Sinne des Lebensbundprinzips.
1959 wurde mit dem Verband der Vereine Deutscher Studenten (VVDSt) ein Freundschaftsabkommen vereinbart. 1961 wurde das erste Haus in Hellerup bei Kopenhagen, 1969 das zweite Haus in Højbjerg bei Aarhus, erworben. Infolge der 1968er Bewegung war die VSSt von Mitte der 1970er bis Anfang der 80er Jahre suspendiert. Seit 1982 dürfen auch Studentinnen Mitglied werden. 1995 wurde in Odense ein weiteres Haus gekauft. Nach der Jahrtausendwende wurde die Aktivitas reaktiviert, sie feiert im Jahr 2024 ihr 100. Stiftungsfest.

### Finnland
In Finnland gibt es die Studentnationen aus der Zeit des Schwedischen Reiches. Auf Finnisch heißen sie auch Osakunta. Manche von ihnen unterhalten Kontakt zu den estnischen Korporationen. An der Akademie zu Turku wurde 1816 eine Nachahmung der Urburschenschaft gegründet, die sich aber bereits 1817 wieder auflöste.

### Frankreich

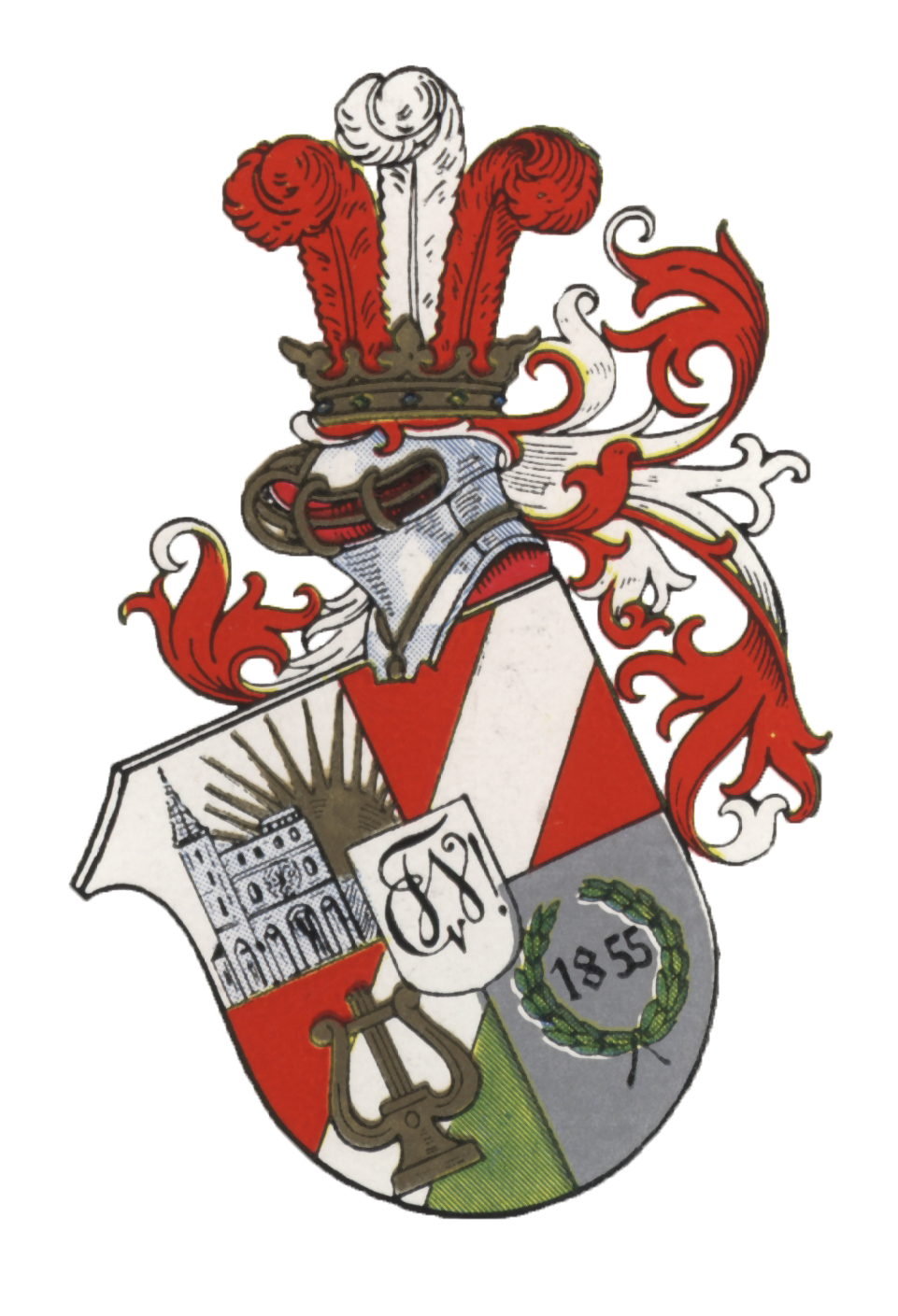
Wappen der SBV Wilhelmitana von 1855

#### Corpo, Bitard, Basochard und Faluchard
In Frankreich existieren Corpos. Corpo ist eine Kurzform von frz. corporation und bezeichnet eine bestimmte Art von Studentenvereinigungen oder Studentenverbindungen in Frankreich. Sie sind nicht mit den deutschen Corps zu verwechseln.
Es existieren weitere französische Studentenvereinigungen, die sogenannten Bitards, Basochards und Faluchards. Sie alle tragen die Faluche, welche eine traditionelle französische Baskenmütze aus schwarzem Samt ist, die mit farbigen Bändern und Abzeichen verziert ist. Früher wurde die Faluche fast ausschließlich mit Falucharden in Verbindung gebracht, obwohl es auch andere Folklore über die Faluche gibt. Ihre Geschichte geht auf den 25. Juni 1888 zurück.

#### Elsass
In Straßburg gab es vor dem Ersten Weltkrieg zahlreiche deutsche Korporationen, nach 1919 waren es nur noch fünf. Die Schwarzburgverbindung Wilhelmitana war die einzige, die nach 1945 (Wiedergründung des Altherrenvereins 1956, Aufnahme der ersten Studenten 1964) wiedergegründet werden konnte. 1967 konnte sie wieder ihr Verbindungshaus übernehmen. Allerdings konnte sie bis 1980 nur 45 neue Mitglieder gewinnen, weshalb sie 1985 wieder aufgelöst wurde.
Die 1992 als Cercle d´Etudiants Alsatia (Namensvorbild war Alsatia Straßburg) gegründete christliche Verbindung EStV Robert Schuman Argentorata (umbenannt 1996) ist seit 1993 Mitglied im Europäischen Kartellverband (EKV).; sie ist farbentragend und gemischt mit den Farben blau und gelb auf silbernem Hintergrund. Sie ist aktiv (Stand: 2024).

### Großbritannien

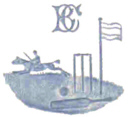
Emblem des Bullingdon Clubs (1852)

#### Geheimgesellschaften
An einigen britischen Universitäten bestehen elitäre Geheimgesellschaften in Form von Debattierclubs und Tischgesellschaften. Bekannte studentische Geheimgesellschaften in Großbritannien sind die Cambridge Apostles an der Universität Cambridge und der Bullingdon Club in Oxford.
Als Grund dafür, dass sich an britischen Universitäten von diesen wenigen Ausnahmen abgesehen keine den deutschen Korporationen ähnlichen Vereinigungen entwickelten, geben einige Autoren die Unterschiede zwischen den Universitätsformen an. Ein wesentlicher Unterschied zwischen dem angelsächsischen Collegewesen und der Humboldtschen Universität in Deutschland bestand darin, dass erstere auch die Erziehung der Studenten übernahm, während letztere sich ausschließlich auf die Forschung und Lehre beschränkte. Dieses Vakuum – die sogenannte Humboldtsche Lücke – beförderte im deutschsprachigen Raum die Entstehung der Verbindungen. Colleges und Verbindungen sei jedoch zumindest der Corpsgeist gemein.

#### Verbindungen deutscher Tradition
In London gibt es zwei Verbindungen. Am 23. Mai 2003 wurde die deutschsprachige Katholische Europäische Landsmannschaft Gregoriana London, Tochterverbindung der K.Ö.L. Josephina Wien im KÖL, gegründet. Ihre Farben sind rot-weiß-gold. Der Wahlspruch ist Viribus unitis. Am 21. Oktober 2007 wurde eine englischsprachige Tochterverbindung der Gregoriana namens English Catholic and Academic Fraternity Britannia London gegründet, die den Traditionen der deutschen Studentenverbindungen folgt. Ihre Farben sind rot-weiß-blau. Der Wahlspruch ist Sola virtus invicta.

### Italien
In Italien gibt es die goliardischen Orden. Die Bewegung hat ihren Ursprung im Jahre 1888 in Bologna anlässlich der 800-Jahr-Feier der dortigen Universität genommen. Goliardische Orden bestehen hauptsächlich in Nord- und Mittelitalien. Im Gegensatz zu deutschen Verbindungen besteht bei den allermeisten Orden kein Lebensbundprinzip – die Mitglieder scheiden mit dem Ende des Studiums aus.
In Südtirol gibt es neben mehreren Schülerverbindungen zwei Studentenverbindungen:
- A.V. Meinhardia Bozen, Mitglied im Österreichischen Cartellverband (ÖCV)
- F.V. Vinalia Neumarkt, eine Ferialverbindung.

Bereits von 1910 bis 1920 bestand die Katholische Tiroler Studentenverbindung Ladinia als Ferialverbindung ladinischer Studenten aus dem Gadertal. Die Ladinia führte zum ersten Mal die ladinischen Farben blau-weiß-grün als Burschenband, woraus die heutige ladinische Fahne entstand.
In Rom gibt es drei Verbindungen:

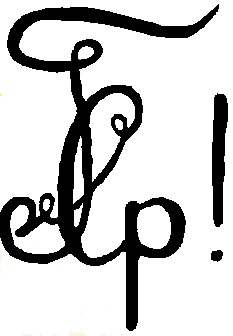
Zirkel der K.A.V. Capitolina Rom

- KAV Capitolina Rom, Vollmitglied im Cartellverband der katholischen deutschen Studentenverbindungen (CV) und befreundete Verbindung des ÖCV, gegründet 1986 und ein Sammelbecken deutschsprachiger Studenten.
- A.V. Helvetia Romana im Schweizerischen Studentenverein (StV), gegründet 1850 und nur zugänglich für Schweizer.
- K.St.V. Urbano Rom wurde am 8. Mai 2010 von Mitgliedern des Kartellverband katholischer deutscher Studentenvereine (KV) gegründet. Der Namen wurde vom „Pontifico Collegio Urbano de Propaganda Fide“ hergeleitet. Die Farben sind gelb-weiß für den Vatikan und blau für Europa. Der Verein zählt 2016 29 Mitglieder und wurde bei der VV des KV im Jahre 2016 als 137. Verein in den KV aufgenommen.[34]

In Padua gab es eine Studentenverbindung:
- K.D.St.V. Laurinia Padua, gegründet 1925 von Südtiroler Studenten, denen aufgrund der faschistischen Unterdrückung der deutschen Volksgruppe in Südtirol das Studium außerhalb Italiens verboten wurde. 1934 sistiert (inaktiviert), wurden nach 1945 die Paduaner Laurinen in die Altherrenschaft der AV Austria Innsbruck aufgenommen.[35]

### Niederlande

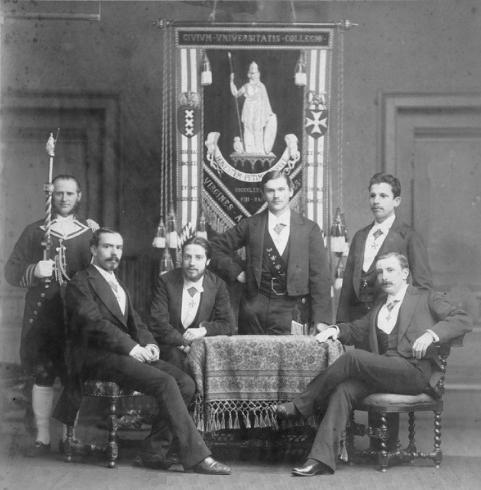
Senat (Vorstand) des Amsterdamer Studentencorps (1883)

In den Niederlanden ist ein sehr großer Anteil der Studenten in Studentenverbindungen (Studentenvereniging) organisiert. Es gibt eine Vielzahl unterschiedlicher Typen, von der straff organisierten Verbindung bis zum lockeren Gesellschaftsverein, manchmal als Wertegemeinschaft im Nahbereich einer Kirche oder Partei, meistens nicht. Der Übergang zu studentischen Chören, Fach- oder Sportvereinen ist fließend. Es gibt auch zahlreiche Studentinnen- und gemischte Verbindungen. Das Initiationsritual (Ontgroening) kann, je nach Verbindung, sehr streng sein. Es besteht selten aus einer Herausforderung, meist aus einer Erniedrigung.
1815 – mit dem Ende der Franzosenzeit – entstand in Groningen die erste Studentenverbindung in den Niederlanden und fand Nachfolger an den anderen niederländischen Universitäten. Diese Studentencorps sind heute im Verband Algemene Senaten Vergadering (ASV) organisiert. Mit dem Bond van Vrouwelijke Studenten Vereenigingen (BVSV) gab es ab 1931 eine eigene Dachorganisation von Studentinnenvereinigungen. 1972 ging der BVSV im ASV auf. Die Studentencorps gliedern sich meist in mehrere Disputen und besitzen häufig viele Corpshäuser als Studentenwohnheime sowie ein zentrales Clubhaus. Disputen (Debattierclubs) verstehen sich selten als Lebensbund. Dementsprechend tragen ihre Reunionisten (ehemalige Studenten) die Kosten nur zu einem kleinen Teil.
Aus den Corps heraus bildeten sich zum Ende des 19. Jahrhunderts auch religiöse oder religiös inspirierte Verbindungen in den Niederlanden. Diese sind heute überwiegend im Aller Heiligen Convent (AHC) verbunden.

### Polen

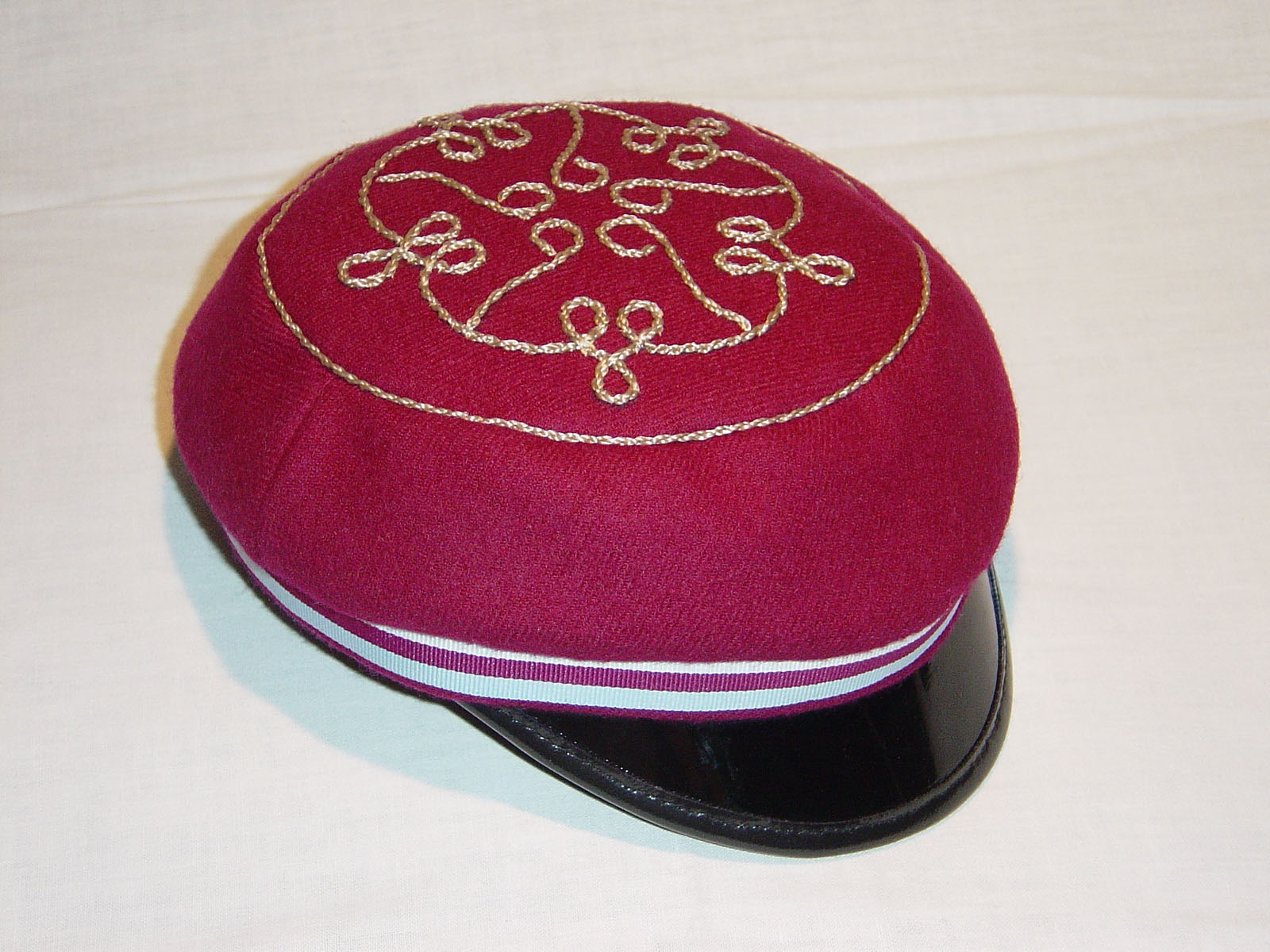
Mütze der Magna Polonia in Posen

Die ersten polnischen Studentenverbindungen wurden in der ersten Hälfte des 19. Jahrhunderts an deutschsprachigen Universitäten im außerpolnischen Ausland gegründet, insbesondere im Baltikum und in Preußen. Nach der Wiedergeburt eines unabhängigen polnischen Staates verlegten diese Verbindungen ihren Sitz in das befreite Mutterland.
Die 1939 durch den Zweiten Weltkrieg abgebrochene Tradition, die wegen des Korporationsverbotes unter den Kommunisten nach dem Krieg nicht wieder aufleben konnte, wurde von den Altherrenschaften über die Zeiten des Nationalsozialismus und Sowjetkommunismus gerettet. Seit 1988 gibt es Reaktivierungen und Neugründungen in ganz Polen.
Die polnischen akademischen Korporationen stehen in ihrem Brauchtum den deutschen und den baltischen Verbindungen sehr nahe. Es hat aber nicht die Aufteilung in nationalbewusste Burschenschaften, religiös ausgerichtete CV-Verbindungen, sowie die weder politisch noch religiös ausgerichteten Corps stattgefunden.
Gute Beziehungen bestehen auch zu den baltischen Korporationen. Darum fand auch der 48. Gesamtbaltische Völkerkommers vom 13. bis 15. Mai 2011 erstmals in Polen, in Warschau, statt. Hintergrund des für dieses Jahr gewählten Veranstaltungsortes ist, dass es in Polen heute noch drei aktive Korporationen gibt, die in Dorpat bzw. in Riga als Korporationen nach deutschem Vorbild gegründet wurden, nämlich die Konwent Polonia (1828), die Arkonia (1879) und die Welecja (1883). Alle drei Korporationen waren ebenso wie die deutschen, lettischen und estnischen Korporationen Mitglieder des Chargierten-Conventes und somit dessen Comment verpflichtet. Diese Korporationen haben nach dem Ersten Weltkrieg ihren Sitz vom Baltikum nach Polen verlegt und dort ihre alten Traditionen zu einem großen Teil bewahren können.
Neben den zahlreichen polnischen Verbindungen gibt es in Oberschlesien Verbindungen der deutschen Minderheit, wie den Verein Deutscher Hochschüler oder die AV Salia-Silesia Gleiwitz.

### Portugal
In Portugal existieren die sogenannten Tunas, welche studentische musische Vereinigungen mit einer langen Tradition und Geschichte sind.
Daneben existieren mit den Repúblicas studentische Vereinigungen, die Studenten selbstverwalteten Wohnraum zur Verfügung stellen. Ihre Historie ist auf das königliche Dekret von 1309 zum Bau von Häusern für Studenten in Coimbra zurückzuführen. Neue Bewohner sind zunächst Plebeu (dt. Plebejer), bevor sie endgültig als Repúblico aufgenommen werden. Die meisten Republicas lehnen die Aufnahmerituale der Universität, die Praxe ab.

### Russland

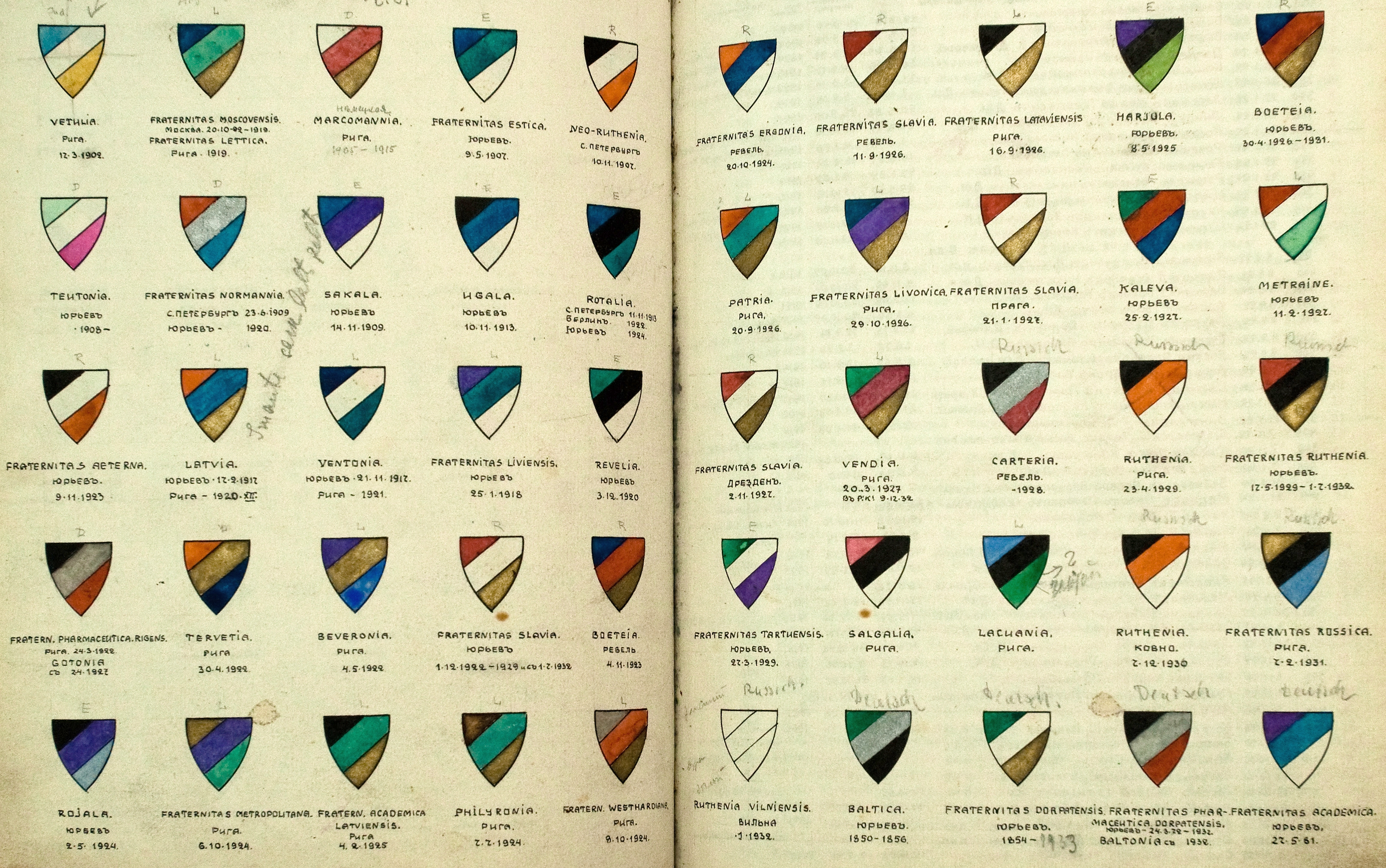
Verbindungen im Russischen Reich 1912

Bis 1918 gab es in Russland Studentenverbindungen, die zumeist auf den Traditionen der deutsch-baltischen Studentenverbindungen basierten.

### Schweden

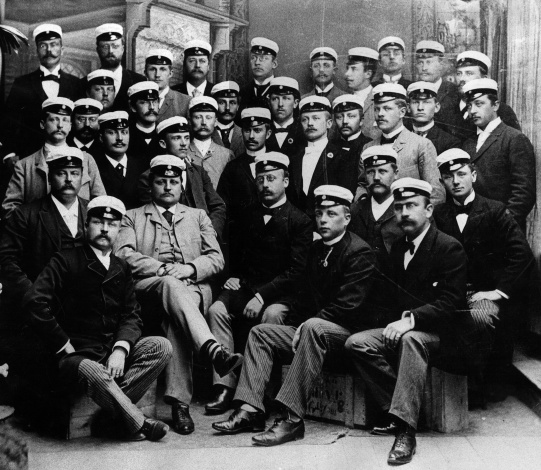
Männliche Angehörige der Norrlands Nation an der Universität Uppsala 1892

An den schwedischen Traditionsuniversitäten Uppsala und Lund, aber auch in Linköping und Norrköping findet man sogenannte Studentnationer. Studentnationer sind nach den schwedischen Landschaften benannt und führen an diese angelehnte Wappen. In diesen „Verbindungen“, die den Studenten unter anderem Wohngelegenheiten bieten, haben sich die Nationes aus dem 17. Jahrhundert erhalten, welche sich im damaligen Schwedischen Reich (zu dem u. a. Finnland und Estland gehörten) entwickelt haben. Sie sind eher mit den Landsmannschaften der frühen Neuzeit als mit den heutigen Studentenverbindungen im deutschen Sprachraum vergleichbar.

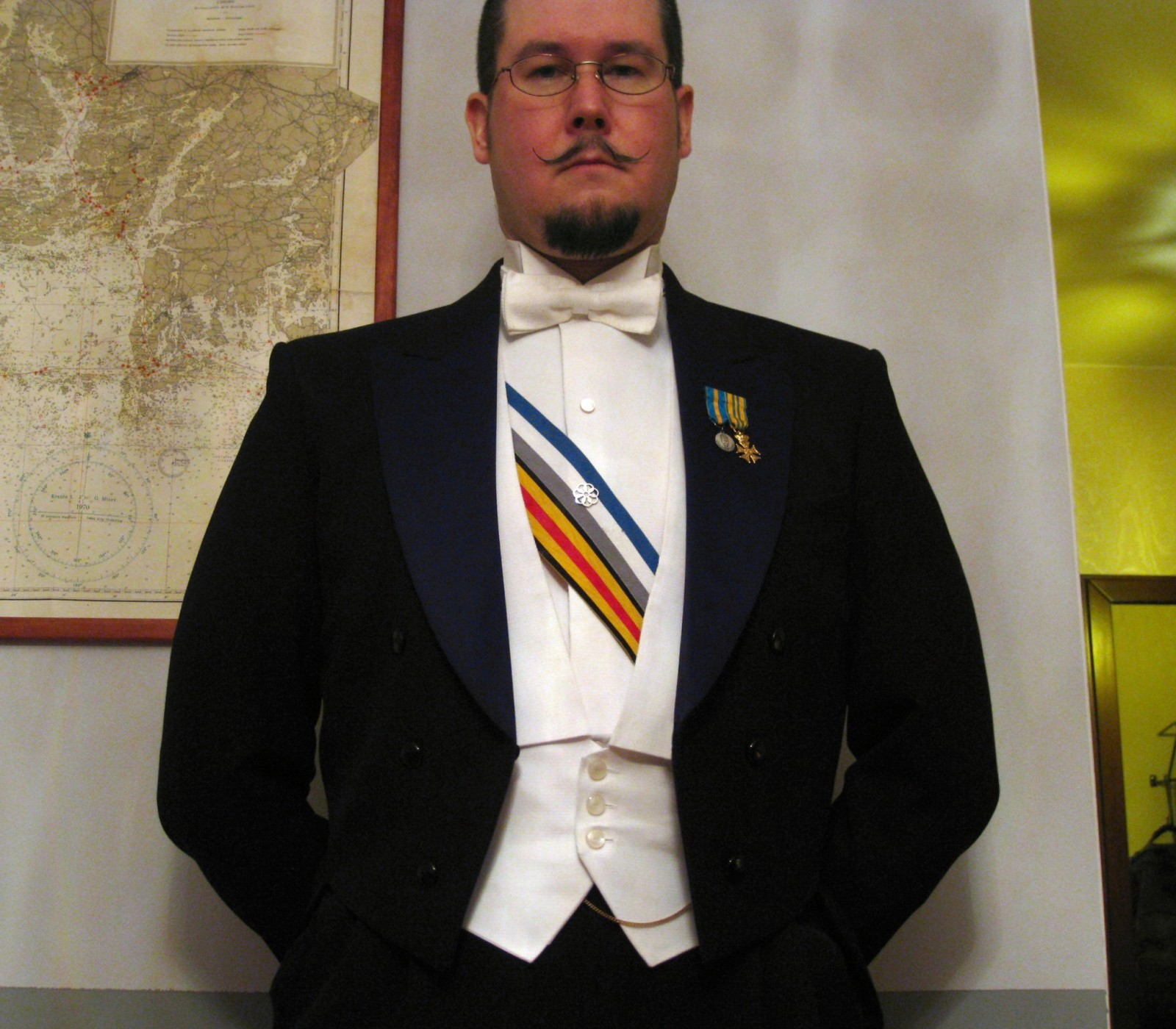
Bei den schwedischen Nationen wird zu formellen Anlässen Couleur getragen.

Die Mitgliedschaft in einer Nation war lange Zeit für alle Studenten obligatorisch – unter anderem wurde über sie der Studienbeitrag abgeführt, sodass sie teilweise für Studentenwerke typische Aufgaben übernahmen. Unter anderem in Lund war die Mitgliedschaft in einer der Nationen noch bis 2010 vorgeschrieben. An schwedischen Traditionsuniversitäten spielen die Nationen daher auch heute noch eine wichtige Rolle. Auch soziale und gesellschaftliche Aufgaben werden von den Nationen wahrgenommen. Viele Nationen verfügen über Häuser für Veranstaltungen und Freizeitaktivitäten, in denen oft auch Cafés, Bars und Bibliotheken untergebracht sind, sowie über zahlreiche Studentenheime.
Zu festlichen Anlässen wird eine dem deutschen ähnliche Couleur getragen, wie etwa bei den zahlreichen Gasque – einer Art Festbankett vergleichbar dem Kommers. Üblicherweise trägt jedoch nur das Präsidium Couleur in Form eines Couleurbandes und den Amtsinsignien. Die weiße schwedische Studentenmütze gibt keinen Hinweis auf die Zugehörigkeit zu einer bestimmten Nation, sondern auf die Studienrichtung. Die Bänder werden von Rechtshändern über der rechten Schulter und von Linkshändern über der linken Schulter getragen, da sie das Degengehänge symbolisieren sollen. Im „Seniorskollegiet“ können die Mitglieder auch nach dem Studium ihrer Nation als fördernde Mitglieder verbunden bleiben.

### Schweiz (französischsprachig)

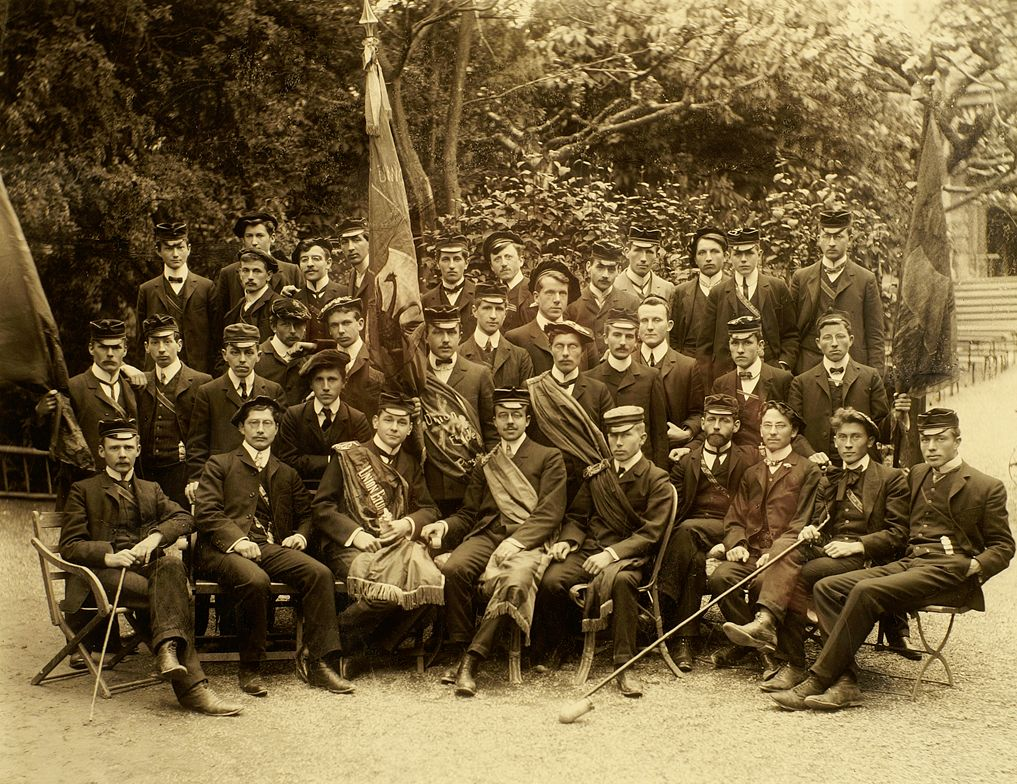
Mitglieder der Société d’Étudiants de Belles-Lettres, Sektion Lausanne, 1898

In der Schweiz existieren mehrere Gesamtschweizerische Studentenverbindungen (ähnlich einem Dachverband), welche mit sog. Sektionen an den jeweiligen Hochschulorten und auch in der französischsprachigen Schweiz vertreten sind. Dazu zählt unter anderem der Schweizerische Zofingerverein, die Schweizerische Studentenverbindung Helvetia und die Société Stella Helvetica. Darüber hinaus gibt es jeweils mehrere Studentenverbindungen an den französischsprachigen Universitäten von Freiburg im Üechtland, Genf, Lausanne und Neuenburg:
- Liste der Studentenverbindungen in Freiburg im Üechtland
- Liste der Studentenverbindungen in Genf
- Liste der Studentenverbindungen in Lausanne

### Slowakei
In Bratislava (Pressburg), Slowakei gibt es zwei Studentenverbindungen. Eine davon, die S.K.A.S. Istropolitan Pressburg steht dem ÖCV nahe und ist Mitglied der Kurie des EKV.

### Slowenien
In Slowenien gibt es katholische Verbindungen, darunter die Akademische katholische Vereinigung (A.K.V.) Amos mit Sektionen in Maribor und in Ljubljana. Sie folgt dem Comment nur rudimentär, ist indes Mitglied im EKV.

### Spanien
In Spanien existieren die sogenannten Tunas, welche studentische musische Vereinigungen mit einer langen Tradition und Geschichte sind.

### Tschechien
In Prag, Tschechien gibt es eine katholische, farbentragende Verbindung, die K.St.V. Pragensis zu Prag vom 17. Juni 2000, welche Mitglied der Kurie des EKV ist. Als gemischte Verbindung können ihr christliche Männer und Frauen beitreten.

### Ukraine

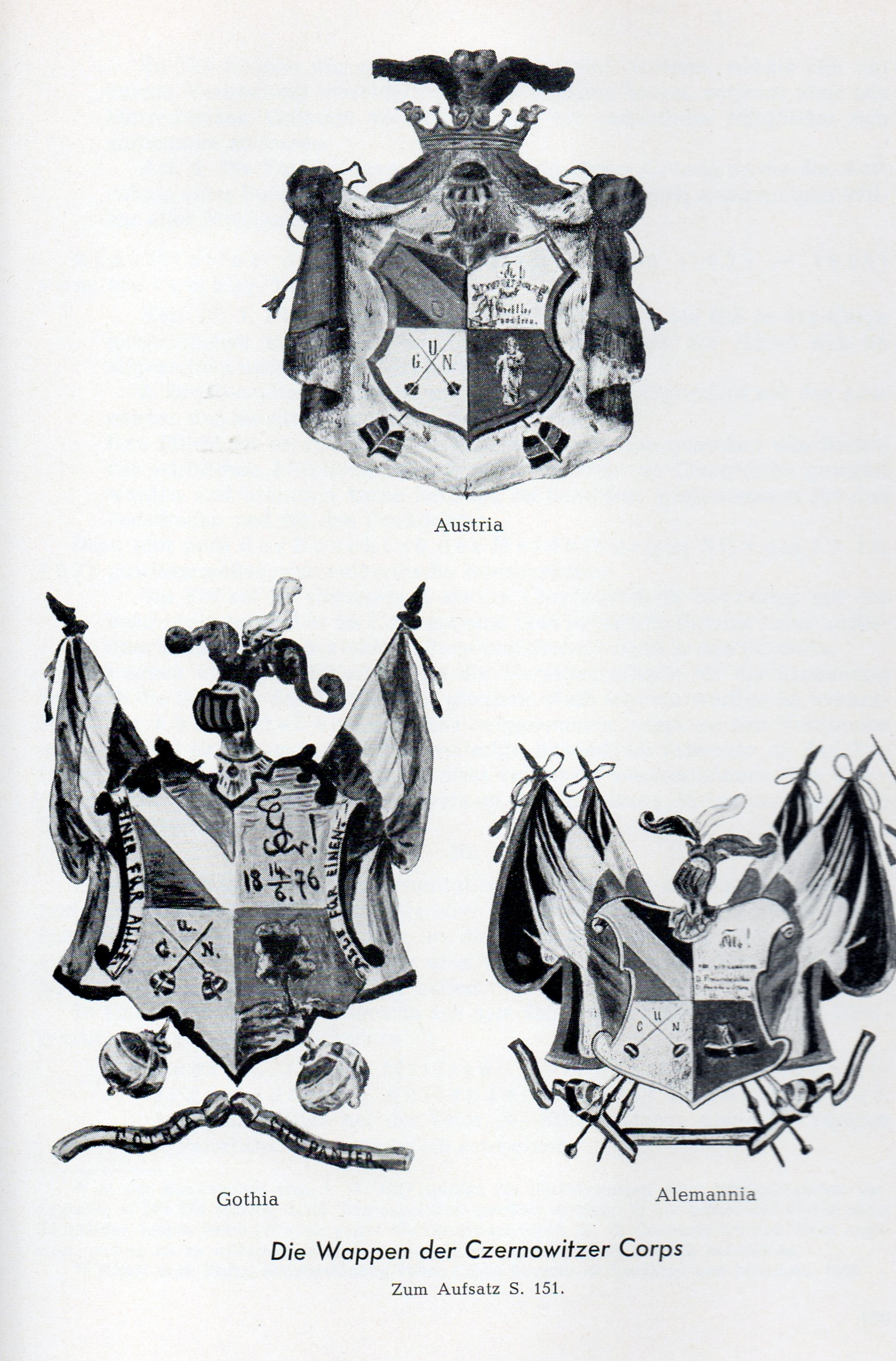
Wappen der erloschenen Czernowitzer Corps

#### Bukowina
1997 wurde die Akademische Verbindung (A.V.) Bukowina zu Czernowitz (ukrainisch Академічне Товариство “Буковина” в Чернівцях, AV Bukowina zu Czernowitz) von Doktoranden der historischen Fakultät an der Nationalen Jurij-Fedkowytsch-Universität Czernowitz als farbentragende freischlagende akademische Korporation gegründet. Zur Zeit der Gründung war sie die einzige Studentenverbindung in der Ukraine, welche der alten europäischen Studententradition nach dem Comment folgt. Sitz der Verbindung ist das Deutsche Haus in der Olha-Kobyljanska-Straße. Die Verbindungsfarben werden mit Verstandskraft, Ehre und Edel (dunkelblau), Energie und Handlung (rot) sowie ewige Jugend des bukowinischen Geistes (grün) erklärt.

#### Obnova
Im Westen der Ukraine gibt es die Gemeinschaft ukrainisch-katholischer Studenten (G.U.K.S.) Obnova. Diese Verbindung an mehreren Hochschulorten ist Mitglied des EKV. Sie steht Studentinnen und Studenten mit ukrainisch-katholischer Religionszugehörigkeit offen, ist jedoch nicht mit dem Comment (Regeln für das studentische Zusammenleben) vertraut. Eine Sektion am Priesterseminar in Czernowitz nimmt nur männliche Studenten auf.
1930 mit der Unterstützung des Erzbischofs Andrej Scheptyzkyj in Studentenkreisen in Lemberg gegründet, ist sie eine der älteste Laienorganisationen der Ukraine. Ihr Wahlspruch lautet: Omnia restaurare in Christo (dt.:Alle Erneuerung in Christus). Ihre Prinzipien sind Religio, Patria, Amicitia und Scientia.
Von 1939 bis 1989 war die ukrainische griechisch-katholische Kirche und damit auch die Obnova verboten. Daher konnte sie ihre Aktivitäten im Exil erst in der Nachkriegszeit in München, Innsbruck und den USA wiederaufnehmen. 1992 wurde sie in der nun unabhängigen Ukraine in Lwiw/Lemberg rekonstituiert. Sie führen Fahne und Wappen und seit 1996 werden dreifarbige Bänder in blau-gelb-weiß getragen. Weitere sogenannte Gemeinden wurden in Ternopil (1997), in Tscherniwzi/Czernowitz (1998), in Iwano-Frankiwsk (2004), in Kyjiw/Kiew (2006) und in Tschortkiw (2009) gegründet.

#### Zaporoshe
1990 wurde die nichtschlagende UAV Zaporoshe als einzige Verbindung in Czernowitz reaktiviert. Sie ist suspendiert (Stand:2024).

### Ungarn

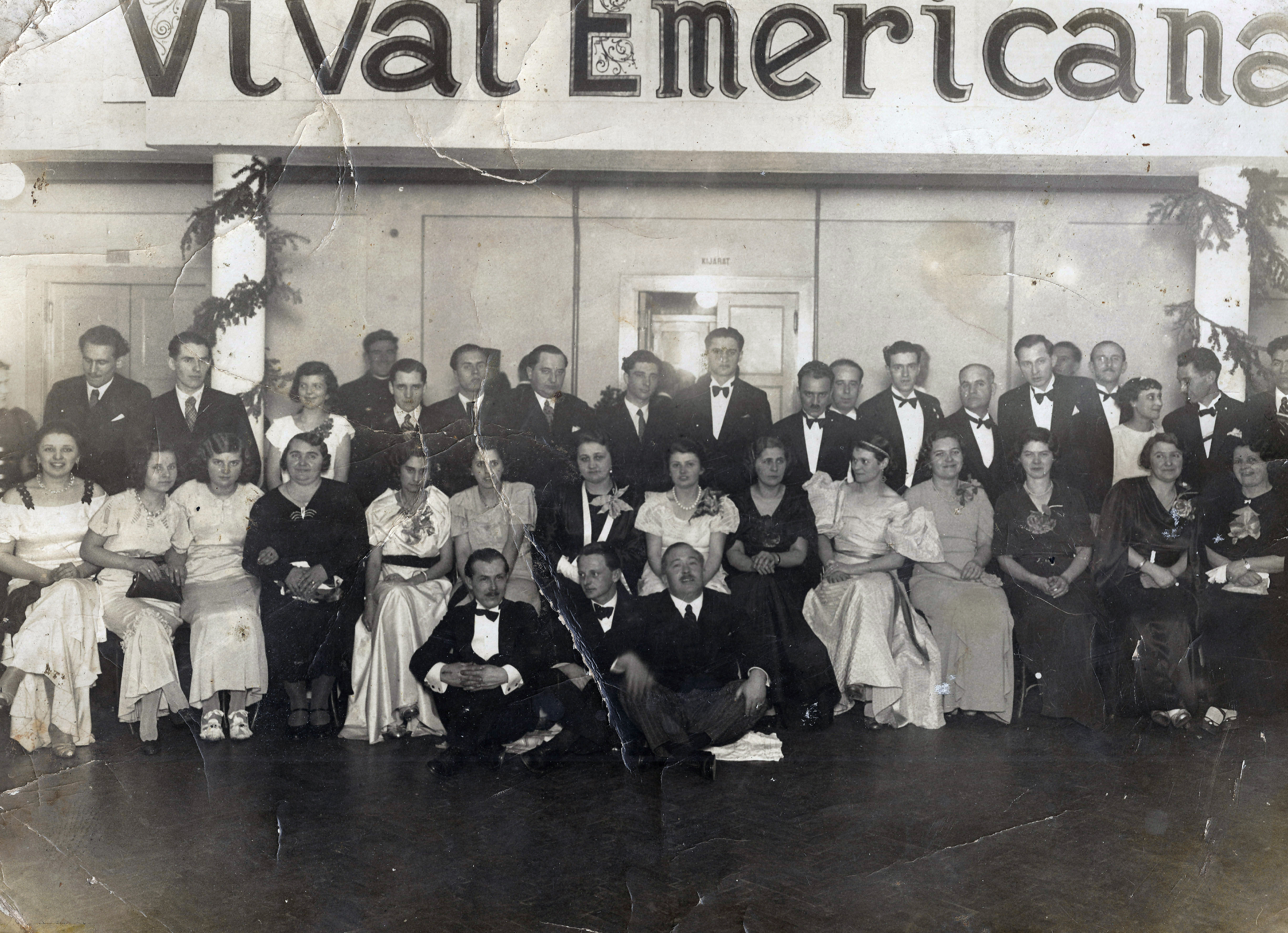
Ball der Foederatio Emericana (1931)

Die größte Studentenorganisation Ungarns war bis zu ihrem Verbot 1946 die Foederatio Emericana. Sie wurde am 20. Juni 1921 von Maturanten des Zisterziensergymnasiums Budapest gegründet und war ein katholischer Studentenverband, der vom CV die couleurstudentischen Traditionen des deutschsprachigen Auslands übernahm. Sie hatte etwa 17.000 Mitglieder (1939) in bis zu 74 Korporationen (1942). Ihre Mitglieder trugen zu den jeweiligen Korporationsfarben einheitlich grüne Tellermützen nach Vorbild der KDStV Aenania München.

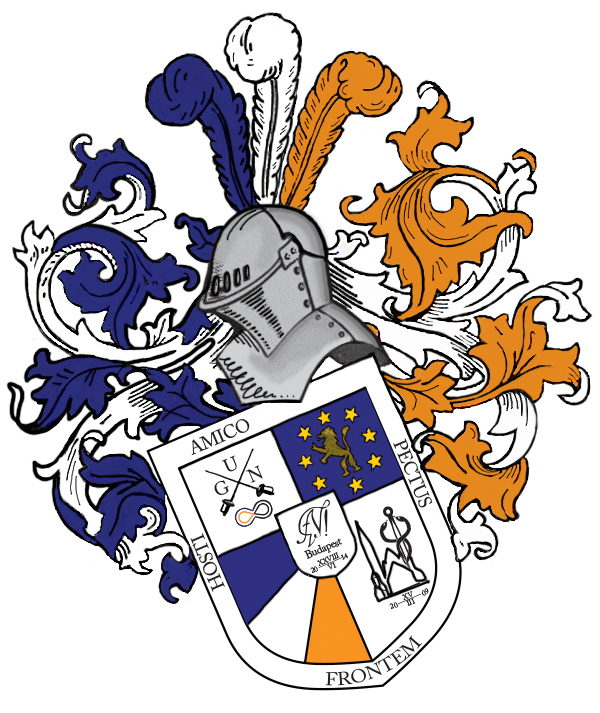
Wappen des Corps Nassovia Budapest

Von Studenten der deutschsprachigen Minderheit wurde 1867 ein Corps Franconia Budapest gegründet, das aber noch vor dem Ersten Weltkrieg wieder erlosch. Zwischen den Weltkriegen bestanden die Vereinigung deutscher Hochschüler Gothia Budapest (spätere Suevia) und die aus Gothia gegründete Burschenschaft Langobardia Budapest.
Der österreichische Mittelschüler-Kartell-Verband (MKV) nahm ab 1983 Kontakt mit den wenigen noch bestehenden katholischen Ordensgymnasien in Ungarn auf und organisierte einen jährlichen Schüleraustausch. Dadurch lernten ungarische Mittelschüler in Österreich das Verbindungswesen kennen, sodass ab 1989 ungarische Mittelschulverbindungen nach österreichischem Vorbild gegründet wurden. Mit dem Keresztény Diákegyesülletek Kartellszövetsége (KEDEX) bestand bis 2012 ein ungarischer Dachverband von vier katholischen Studentenverbindungen.
Heute gibt es in Pécs (Fünfkirchen) den VDSt Fünfkirchen und seit 1991 die von donauschwäbischen Studenten gegründete KDStV Suevia-Danubia Fünfkirchen, die als freie Verbindung zum CV gehört. In Budapest gibt es den VDH Budapest und das Corps Nassovia Budapest im KSCV.

## Afrika

Band mit Bandknopf der KAV Rheno Fua Ndem

In Afrika gibt es zwei katholische Korporationen. Es gibt einerseits die KAV Rheno-Fua-Ndem zu Dschang, Kamerun, eine dem CV befreundete Verbindung. Es gibt andererseits seit 2019 die KAV Rheno-Togo-To zu Lomé, Togo (auch Association Fraternité Chrétienne Estudantine de Lomé), welche zwar von Mitgliedern des CV initiiert wurde, jedoch noch dachverbandsfrei ist.

## Amerika

### Brasilien
Auch in Brasilien und weiteren lateinamerikanischen Staaten existieren die Tunas, welche studentische musische Vereinigungen mit einer langen Tradition und Geschichte sind.
Daneben existieren mit den Repúblicas studentische Vereinigungen, die Studenten selbstverwalteten Wohnraum zur Verfügung stellen. Ihre Historie ist auf das königliche Dekret von 1309 zum Bau von Häusern für Studenten in Coimbra zurückzuführen. In Brasilien begann die Geschichte der Repúblicas in 1876 mit der Gründung der Escola de Minas in Ouro Preto. In einigen Repúblicas Brasiliens müssen die Erstsemester, die bixos genannt werden, eine Zeit durchmachen, in der sie allerlei Scherzen ausgesetzt sind verschiedene Aufgaben absolvieren, genannt batalha (dt. Kampf), bevor sie als dauerhafte, ordentliche Mitglieder aufgenommen werden.

### Chile

Das Wappen der Burschenschaft Araucania

Die seit 1843 eingewanderten Deutschen haben ihre neue Heimat entscheidend geprägt und dennoch lange ihre deutsche Kultur beibehalten. So kam es 1896 in Santiago de Chile zur Gründung der Burschenschaft Araucania, der ersten von insgesamt fünf deutschen Burschenschaften in Chile. Es folgten 1924 Montania (Concepción), 1926 Andinia (Santiago), 1949 Ripuaria (Valparaíso und Viña del Mar) und 1962 Vulkania (Valdivia). Oft wird eine besondere Verbindung zur deutschen Kultur, beispielsweise das Beherrschen der deutschen Sprache, als Mitgliedsvoraussetzung verlangt. Allgemein sind diese weniger politisch und mehr kulturell aktiv. Sie sind im Bund Chilenischer Burschenschaften (BCB) organisiert.
Seit 1959 existiert zwischen dem damals noch DCCB (Delegiertenconvent Chilenischer Burschenschaften) genannten Dachverband und der Deutschen Burschenschaft ein Arbeits- und Freundschaftsabkommen, welches hauptsächlich den regelmäßigen gegenseitigen Austausch von Stipendiaten beinhaltet. Des Weiteren gibt es auch drei Mädchenschaften. Die 1969 gegründete Mädchenschaft Erika Michaelsen Koch in Santiago, die 1991 gegründete Amankay in Valdivia und die 2004 gegründete Viktoria in Concepción. Sie sind im Bund Chilenischer Mädchenschaften zusammengeschlossen.

### Vereinigte Staaten

#### Fraternities und Sororities
Die Fraternities und Sororities (englisch für Bruderschaften bzw. Schwesternschaften) sind eine in den Vereinigten Staaten weit verbreitete Form der Studentenverbindung, die auch in Kanada und auf den Philippinen vorkommt. Die ersten Fraternities entstanden ab dem ausgehenden 18. Jahrhundert als Geheimbünde mit teilweise an die Freimaurerlogen angelehnten Zeremonien. Es ist wahrscheinlich, dass die amerikanischen Fraternities und Sororities mit den Studentenorden im 18. Jahrhundert gemeinsame Wurzeln mit den europäischen Studentenverbindungen haben.
Eine einzelne Verbindung unterhält meist Vertretungen, sogenannte Chapters an mehreren, teilweise sogar sehr vielen Hochschulorten. Die Namen der Verbindungen setzen sich gewöhnlich aus zwei oder drei griechischen Buchstaben zusammen, zudem hat jedes Chapter einen aus meist drei griechischen Buchstaben zusammengesetzten Namen. Diese Form des Verbindungswesens wird daher auch als Greek system bezeichnet. Die Mitgliedsbeiträge werden im Unterschied zu europäischen Verbindungen von den studierenden Mitgliedern erbracht. Viele Verbindungen unterhalten Wohnhäuser für ihre Mitglieder, die sich anders als in Deutschland meist direkt auf dem Campus befinden. Die Mitgliedschaft in einer Fraternity oder Sorority ist in den USA verbreiteter als die Mitgliedschaft in einer Studentenverbindung in Deutschland. Fraternities und Sororities gelten in der Regel nicht als „konservativ“. Sie haben stattdessen jedoch den Ruf, viele und zum Teil exzessive Partys zu veranstalten. „Greek life“ als üblicher Ausdruck für die Aktivitäten dieser Verbindungen beinhaltet damit ebenfalls die häufige Veranstaltung von Partys. Eine nationale Ausrichtung ist die Norm, diese ist aber – wie auch sonst der amerikanische Nationalismus – fast immer stark freiheitlich und prodemokratisch gefärbt. Die meisten amerikanischen Verbindungen sehen sich nicht als elitär, auch wenn einige es de facto sind.

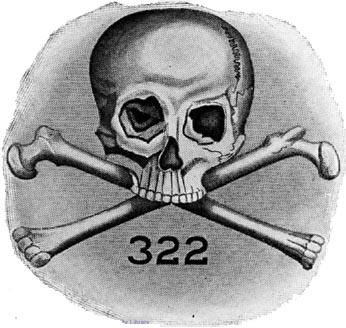
Logo der Skull & Bones

#### Geheimgesellschaften
Neben dem Greek life bestehen insbesondere an den „Ivy League“-Universitäten der amerikanischen Ostküste elitäre studentische Geheimgesellschaften wie die Seven Society an der University of Virginia, der Flat Hat Club am College of William & Mary, die Philomathean Society an der University of Pennsylvania, die Final Clubs in Harvard wie Porcellian oder Delphic, die Society of Saint Anthony mit ihrem Gründungschapter an der Columbia University, Quill and Dagger an der Cornell University oder die legendären Bonesmen von Skull & Bones in Yale.

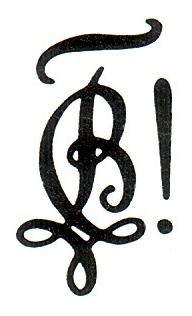
Zirkel der Brandenburgia

#### Erloschene deutsche Korporationen
Vereinzelt existierten in den USA auch Korporationen deutschen Ursprungs, zum Beispiel das Corps Brandenburgia-Berlin zu Cleveland/Ohio, das 1937 in Berlin gegründet und im Wintersemester 1937/38 nach Cleveland verlegt wurde, sowie die ebenfalls in Cleveland ansässigen Korporationen Teuto-Rugia Cleveland (gegründet als Burschenschaft in Berlin, später Corps) und Goto-Rugia Cleveland. Goto-Rugia bildete mit der Burschenschaft Normannia Cleveland, einem farbentragenden AH-Zirkel ortsansässiger Burschenschafter, den Amerikanischen Couleurverband (ACV). Brandenburgia und später Teuto-Rugia waren Mitglied des SC zu Cleveland/Ohio.

## Asien

### China

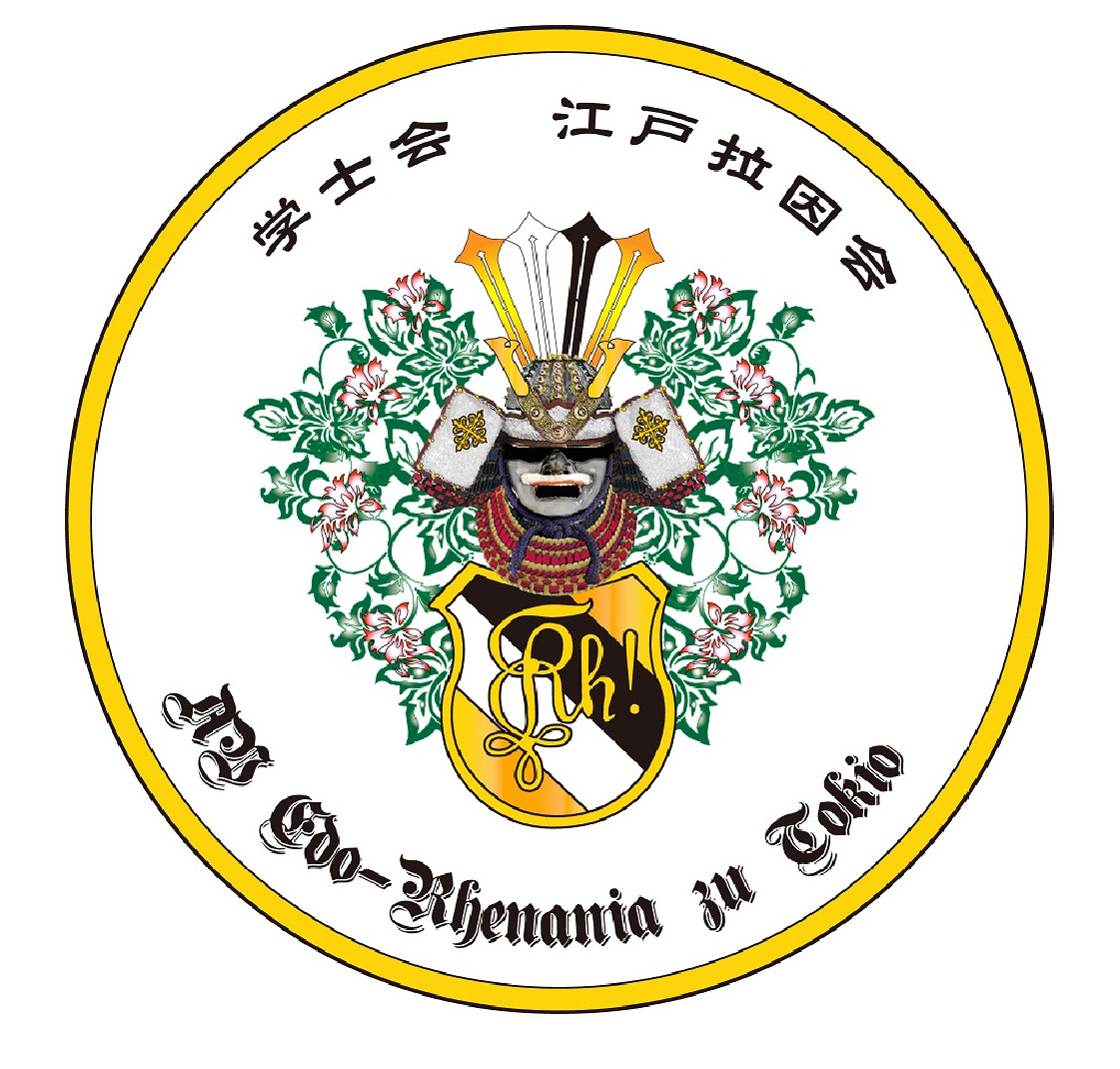
Wappen der Edo-Rhenania

Am 11. September 2015 wurde die AFV Sino-Germania zu Peking und Shanghai in der Volksrepublik China gegründet. Sie ging aus einem 2014 ins Leben gerufenen Stammtisch von in Peking ansässigen Farbenstudenten hervor. Die Farben der Ferialverbindung sind Rot-Gold-Schwarz. Der Wahlspruch lautet stupor mundi (das Staunen der Welt). Die Verbindung ist überkonfessionell, und die Mitgliedschaft steht auch chinesischen Studenten offen. Die Mitglieder sind angehalten, sich im deutsch-chinesischen Austausch zu engagieren. Es finden regelmäßig Kneipen und Veranstaltungen in China und Deutschland statt.

### Japan
In Tokio, Japan existiert seit 1963 eine Studentenverbindung, die AV Edo-Rhenania Tokio. Sie wurde nach dem Vorbild der katholischen Studentenverbindungen von Mitgliedern der AV Rheinstein zu Köln gegründet und ist mit dem deutschen Cartellverband befreundet.

### Syrien

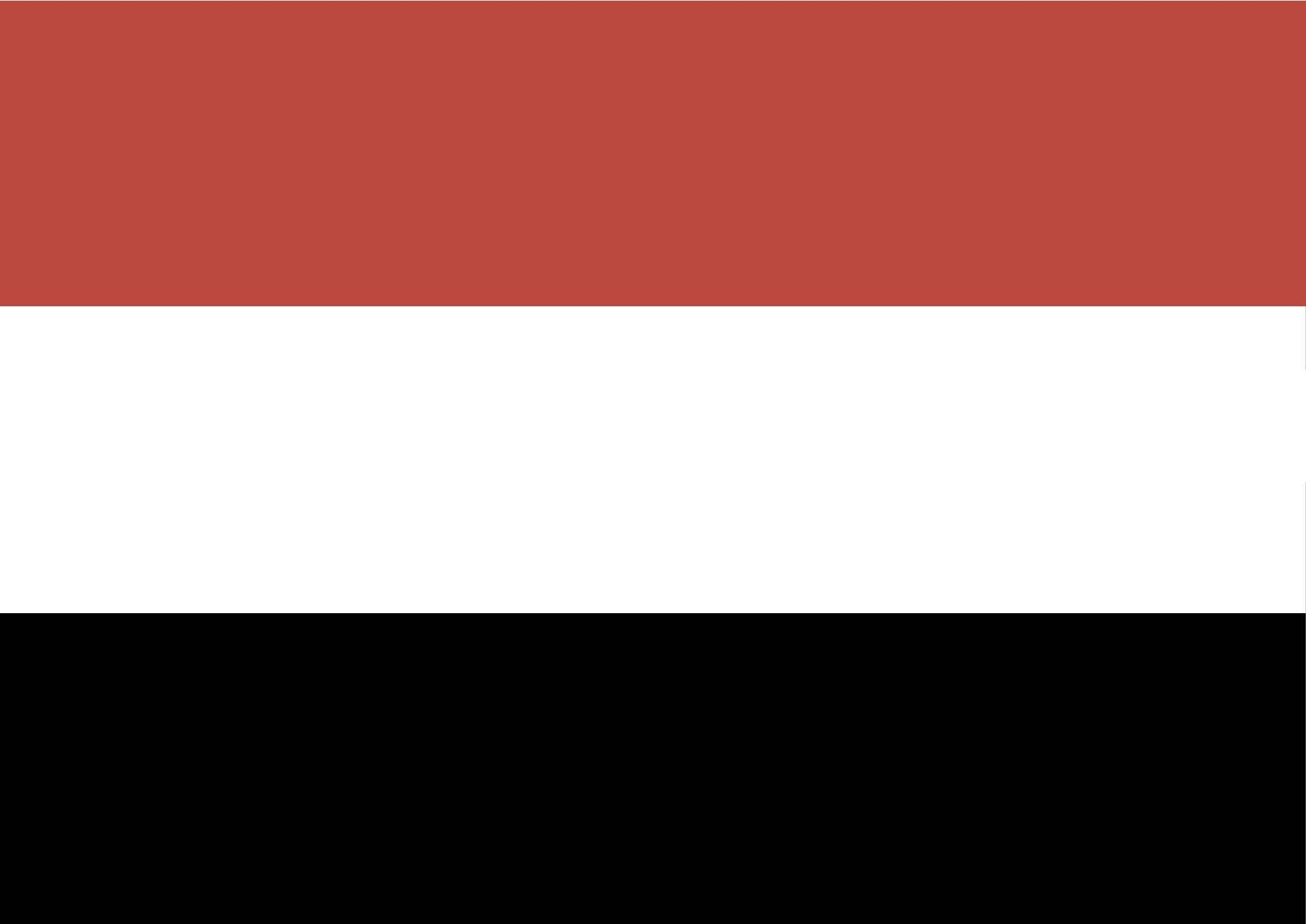
Farben der KÖStV Golania zu Arne

In Damaskus gibt es eine von Studenten des ÖCV am 9. September 1994 gegründete Studentenverbindung, die KÖStV Golania zu Arne, welche seit 2007 Mitglied im EKV ist. Ihre Deckelform ist UN-Blau. Ihre Burschenfarben sind Rot-Weiß-Schwarz; die Fuchsenfarben sind Rot-Weiß-Rot. Ihr Wahlspruch lautet: Fern der Heimat - Treu dem Glauben!

### Taiwan
In Kaohsiung in Taiwan existiert seit 2020 eine Studentenverbindung, die AV Takao Montania.

## Kontroversen in den Medien
Regelmäßig werden in den Medien Kontroversen zu Studentenverbindungen außerhalb des deutschen Sprachraums behandelt. Dabei ist zu beachten, dass es zum einen häufig um kritikwürdige Aufnahmerituale an den jeweiligen Universitäten geht, an denen auch Studentenverbindungen und vergleichbare Vereinigungen teilnehmen, und zum anderen um studentenverbindungseigene Aufnahmerituale.